# Giuseppe Savoldi
Giuseppe Savoldi (* 21. leden 1947, Gorlago, Lombardie) je bývalý italský fotbalista, útočník s čichem na góly, vynikal jako hlavičkář.
Je odchovancem Atalanty Bergamo, za kterou hrál Rappanův pohár 1966/67, kde tým vypadl v základní skupině. S Boloňou vyhrál Coppa Italia v letech 1970 a 1974, třetí pohárové vítězství získal v roce 1976 v dresu SSC Neapol. Byl nejlepším střelcem Serie A v ročníku 1972/73, kdy nastřílel 17 branek ve třiceti zápasech, stejně jako Paolo Pulici a Gianni Rivera. Třikrát byl nejlepší střelcem poháru: 1970, 1974 a 1978. V roce 1980 byl jedním z aktérů sázkařské aféry Totonero a dostal dvouletý zákaz startu, kariéru ukončil v Atalantě, která tehdy hrála druhou ligu.
Hrál za italskou juniorskou reprezentaci, která vyhrála Středomořské hry 1967 v Tunisu. Za seniorský A-tým odehrál čtyři zápasy, skóroval v přátelském utkání proti Řecku ve Florencii 30. prosince 1975, které vyhráli Italové 3:2.
V roce 1975 přestoupil Z Boloni do Neapole, která za něj zaplatila dvě miliardy lir, v přepočtu 1 200 000 liber. Stal se tak prvním hráčem v historii světového fotbalu, který stál více než milion liber.
Jeho mladší bratr Gianluigi Savoldi a syn Gianluca Savoldi byli také ligovými fotbalisty.